# Ceratophorus furca
Ceratophorus furca is een soort in de taxonomische indeling van de Myzozoa, een stam van microscopische parasitaire dieren. Het organisme komt uit het geslacht Ceratophorus en behoort tot de familie [[]]. Ceratophorus furca werd in 2009 ontdekt door F.Gomez, D.Moreira & P.Lopez-Garcia.